# Stenodynerus chevrieranus
Stenodynerus chevrieranus är en stekelart som först beskrevs av Henri Saussure 1856.  Stenodynerus chevrieranus ingår i släktet smalgetingar, och familjen Eumenidae. Inga underarter finns listade i Catalogue of Life.